# Jerusalem Countdown
Jerusalem Countdown (Brasil: Contagem Regressiva / Portugal: Jerusalem Countdown - Contagem Regressiva) é um filme estadunidense de 2011 dos gêneros ação, drama e thriller. Foi adaptado do best-seller de John Hagee Jerusalem Countdown e dirigido e coescrito por Harold Cronk e estrelado por David A. R. White, Anna Zielinski, Randy Travis, Lee Majors, Stacy Keach e Marco Khan.

## Sinopse
Quando as armas nucleares são contrabandeadas para a América, o agente do FBI sênior Shane Daughtry (David A. R. White) é confrontado com uma tarefa impossível: encontrá-las antes de serem detonadas. O relógio está correndo e as únicas pessoas que podem ajudar são um ex traficante de armas (Lee Majors), um convertido israelense Mossad Agent (Stacy Keach) e o vice-diretor da CIA (Randy Travis).

## Elenco
- David A. R. White .. Agente do FBI Shane Daughtry
- Anna Zielinski .. Agente do FBI Eve Rearden
- Randy Travis .. Diretor da CIA Jack Thompson
- Lee Majors .. Arlin Rockwell
- Jaci Velásquez .. Angie
- Matthew Tailford .. Nick Tanner, o terrorista e assassino
- Nick Jameson .. Matthew Dean, o comandante do terrorismo
- Marco Khan .. Javad, o terrorista
- John Gilbert .. Malikov
- Stacy Keach .. Mossad Agent, contato do FBI
- Jamie Nieto .. Russ Water
- Michelle Peltz .. Daught
- Johnny Russel .. Sargento Amara
- Cole Schaefer .. Agente do FBI Brian Fisher
- Geneva Somers .. Sheila Tanner

## Trilha sonora
A trilha sonora principal do filme foi escrita por Jeehun Hwang
- Find My Way — Eric Schmidt, Michael Sylvester, David Johnson e Matthew Johnson
- Hope in You — Erin Katlin e Brendan Andersen